# Station Invalides
Station Invalides is een spoorwegstation aan de spoorlijn Invalides - Versailles-Rive-Gauche. Het ligt in het 7e arrondissement van Parijs.

## Geschiedenis
Het station werd gebouwd door de Compagnie des chemins de fer de l'Ouest ter gelegenheid van de wereldtentoonstelling van 1900 en is vernoemd naar het nabijgelegen Hôtel des Invalides. Vanuit dit kopstation reden voorstadtreinen van de Compagnie des chemins de fer de l'Ouest naar Versailles-Château-Rive-Gauche en Puteaux. Beide lijnen waren geëlektrificeerd met 650 V gelijkstroom en stroomrail. Sinds 1979 werd het station met een ondergrondse spoorlijn verbonden met de een kilometer meer oostwaarts gelegen Gare d'Orsay, maakt het station deel uit van het netwerk van RER C en is de lijn naar Versailles opgenomen in het RER spoornet. De overgebleven lijn tussen Issy - Val de Seine en Puteaux, heeft nog lang als een eilandbedrijf met stroomrail gereden. Ten slotte is deze lijn verbouwd tot tramlijn 2.

## Overstappen
Overstappen op de metro is mogelijk via metrostation Invalides.

## Vorige en volgende stations
| Richting                            | Vorig station  | Lijn  | Volgend station | Richting                                                |
| ----------------------------------- | -------------- | ----- | --------------- | ------------------------------------------------------- |
| Pontoise C1 Montigny - Beauchamp C3 | Pont de l'Alma | RER C | Musée d'Orsay   | Massy-Palaiseau C2 Pont-de-Rungis - Aéroport d'Orly C12 |
| Versailles-Château-Rive-Gauche C5   | Pont de l'Alma | RER C | Musée d'Orsay   | Juvisy C10 Versailles-Chantiers C8 (via Massy)          |
| Saint-Quentin-en-Yvelines C7        | Pont de l'Alma | RER C | Musée d'Orsay   | Saint-Martin-d'Étampes C6                               |
| Pont du Garigliano                  | Pont de l'Alma | RER C | Musée d'Orsay   | Brétigny                                                |
| Eindpunt                            | Eindpunt       | RER C | Musée d'Orsay   | Dourdan - La Forêt                                      |

## Foto's

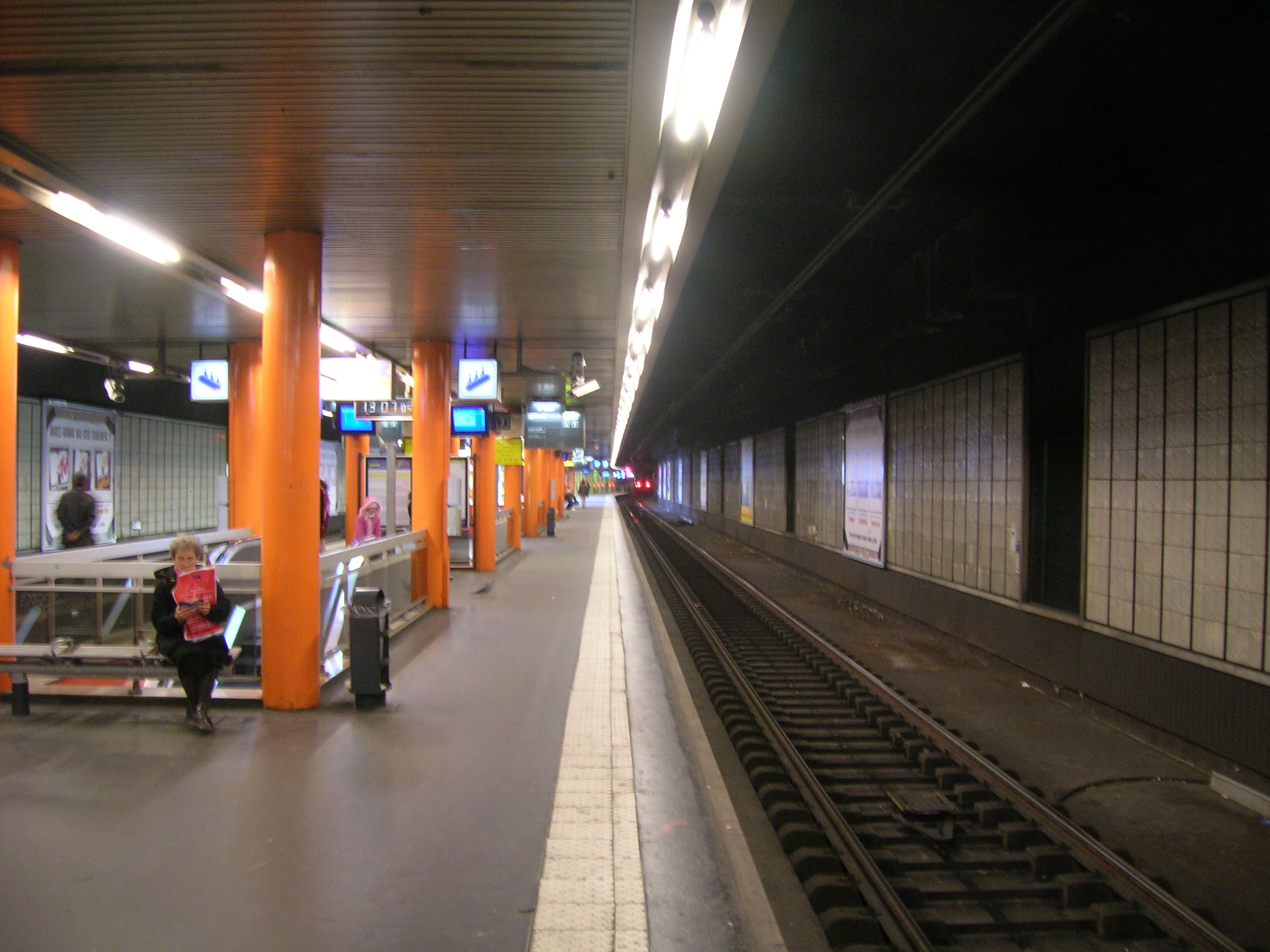
Een perron van het station.
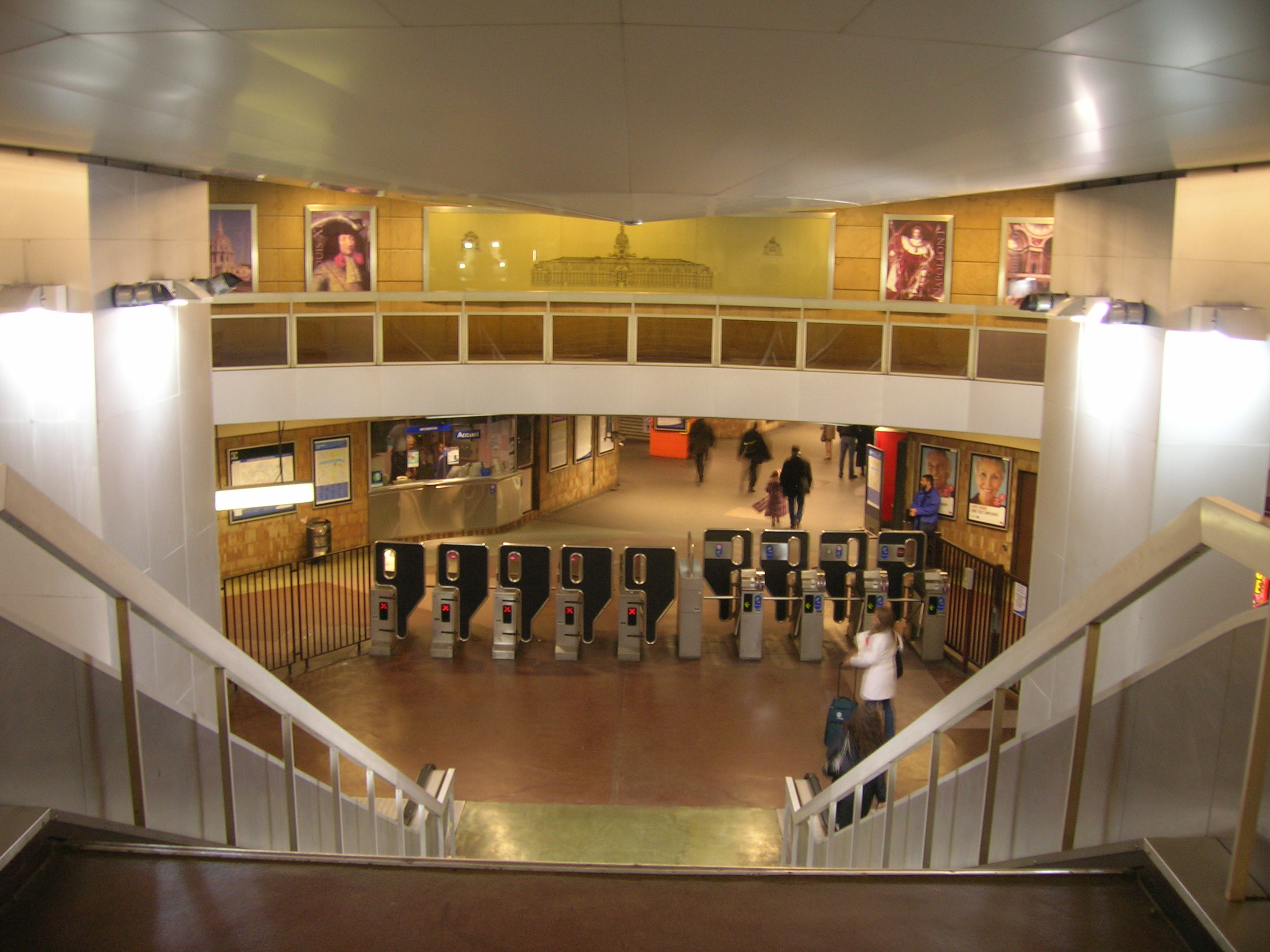
Ondergrondse hal van het station.